# Läkerabarber
Läkerabarber (Rheum officinale) är en slideväxtart som beskrevs av Henri Ernest Baillon. Läkerabarber ingår i släktet rabarbersläktet, och familjen slideväxter. Arten förekommer tillfälligt i Sverige, men reproducerar sig inte. Inga underarter finns listade i Catalogue of Life.